# Варненско езеро
Варненското езеро (от 14 март 1950 г. до 19 януари 1962 г. Сталинско езеро) е крайбрежен лиман, който се намира във Варненска област, западно от град Варна. Свързано с Варненския залив и Белославското езеро чрез изкуствено прокопани канали. Подхранва се главно от Девненските извори, през Белославското езеро.
Бреговете му са изградени от терциерни варовици, мергели и пясъчници, като южните са стръмни, а северните полегати. След прокопаването на навигационния канал през 1909 г., който го свързва с морето, нивото спада с 1,4 m и се изравнява с морското равнище, а солеността се увеличава до 8‰. С разширяването и удълбаването на плавателния канал до пристанище „Варна-Запад“ в Белославското езеро през 1976 г. солеността му нараства до 15‰ на повърхността и до 17‰ в придънните водни слоеве. През лятото в по-дълбоките хоризонти се появява сероводород, който изчезва с настъпването на зимата, и който е предпоставка за наличието на дебел слой сероводородна тиня, използвана за калолечение. Заблатените му крайбрежни участъци се пресушават. На североизточното му крайбрежие, източно от село Казашко, е образувана защитената местност „Казашко“, а цялото езеро, заедно с Белославското, попада в защитената зона „Варненско-Белославско езеро“, обявена за такава на 10 февруари 2012 г.
Батиметрични характеристики: Дължина 15 km, ширина 1,3 – 3,8 km, площ 19 km2, макс. максимална дълбочина 19 m, обем 166 млн. m3. В езерото се вливат няколко малки реки – Игнатиевска от север, Константиновска река и Пейнерджикски дол от юг.
В миналото е било богато на риба. Има голямо транспортно значение – използва се като плавателен канал до пристанище „Варна-Запад“. В най-източната му част се извисява едно от най-големите транспортни съоръжения в България – Аспаруховият мост, по който преминава 2,7-километров участък от Републикански път I-9. По северното и южното му крайбрежие преминават участъци от още два пътя от Републиканската пътна мрежа: по край северния му бряг участък от 11 km от Републикански път III-2008, а покрай южния – участък от 9,4 km от Републикански път III-9004. По източния и североизточния му бряг е разположен част от град Варна, а на северния му са селата Езерово и Казашко.
На северния му бряг се намира известният Варненски некропол, където е открито най-старото златно съкровище в света. Понастоящем експозицията се съхранява във Варненския археологически музей.